# Misumenops carneus
Misumenops carneus là một loài nhện trong họ Thomisidae.
Loài này thuộc chi Misumenops. Misumenops carneus được Cândido Firmino de Mello-Leitão miêu tả năm 1944.